# Wabenanalyse
Die Wabenanalyse ist ein heuristisches Instrument in der Kriminalistik, das von Thomas E. Gundlach entwickelt wurde, um modellhaft beschreiben zu können, welche Informationen erhoben werden müssen, um bei genügender Datenlage erkennen zu können, wie sich eine Tat abgespielt hat und wer der Täter war, bzw. um eine Konzeption für weitere Ermittlungstätigkeiten entwickeln zu können.
Das Modell besteht aus sechs sog. „Waben“, also Themengebieten, in denen wiederum sechs charakteristische Fragen gestellt werden, die in der Anfangsphase der Fahndung als Leitlinien zur Informationssammlung dienen, und die am Ende dieser Phase dann in die Informationsanalyse übergehen.
Bei dem Modell handelt es sich um ein an die konkreten Bedürfnisse der Kriminalistik angepasstes topisches Verfahren (vergleichbar mit der klassischen Methode der Ermittlung der Sachverhalts-Topoi durch w-Fragen). Im Bereich der Rhetorik ist diese Technik dem Arbeitsstadium der inventio zuzuordnen, speziell der Auffindung von Argumenten zum Verfassen einer Anklageschrift.

## 1. Wabe: Verdachtslage
- Gefahrensituation
- Ereignisversionen
- Ablaufhypothesen
- Motivhypothesen
- cui bono (Wem nutzt die Tat?)
- Täteraspekte

## 2. Wabe: Allgemeine Beurteilung
- Rechtslage
- Einsatzsituation
- Personalsituation
- Sachressourcen
- Medien
- Öffentlichkeit

## 3. Wabe: Tatsituation
- Tatort
- Tatzeit
- Tatmittel
- Modus operandi
- Tatbeute
- Opfer

## 4. Wabe: Fahndungssituation
- Personen
- Zeit
- Raum
- Sachen
- Vermögenswerte
- Ziel

## 5. Wabe: Beweissituation
- vorhandene Spuren
- zu erwartende Spuren
- fingierte und Trugspuren
- Zeugen und Geschädigte
- Geständnis
- Beweiswertanalyse

## 6. Wabe: Ermittlungskonzeption
- Sofortmaßnahmen
- Anschlussermittlungen
- Ermittlungsziele
- Ermittlungsmaßnahmen
- ermittlungsbegleitende Maßnahmen
- Controlling

## Einzelbelege
1. ↑  Thomas E. Gundlach: Die kriminalistische Wabenanalyse, in: Heiko Artkämper, Horst Clages (Hrsg.), Kriminalistik gestern-heute-morgen: Festschrift zum 10-jährigen Bestehen der Deutschen Gesellschaft für Kriminalistik (Schriftenreihe der Deutschen Gesellschaft für Kriminalistik e.V. 4), Richard Boorberg Verlag, Stuttgart 2013, ISBN 978-3415051010, S. 202.
2. ↑  Thomas Hansjakob: Kriminalistisches Denken. C.F. Müller, Heidelberg 2012, ISBN 978-3783200416, S. 95